# Georg Balthasar von Normann
Georg Balthasar von Normann (* 3. April 1721 auf Tentzerow; † 14. Mai 1795 in Ueckermünde) war ein preußischer Generalmajor, Chef des Dragonerregiments Nr. 4 und Erbherr von Poppelvitz auf Rügen.

## Leben

### Herkunft
Seine Eltern waren Bogislav Balthasar von Normann, Erbherr auf Tentzerow und Hohenmocker, und dessen Ehefrau Anna, geborene von York.

### Militärkarriere
Normann kam am 30. November 1737 als Gefreitenkorporal in das Dragonerregiment Nr. 5 und wurde am 18. Dezember 1740 zum Fähnrich befördert. Im Ersten Schlesischen Krieg kämpfte er in der Schlacht bei Chotusitz und wurde am 11. August 1742 Sekondeleutnant. Im Zweiten Schlesischen Krieg kämpfte Normann bei Hohenfriedberg und Kesselsdorf. Am 18. September 1751 wurde er Premierleutnant.
Während des Siebenjährigen Krieges nahm er an den Schlachten von Lobositz und Torgau teil, wurde dann im Gefecht beim Dürren Sand verwundet und war an den Belagerungen von Prag und Olmütz beteiligt. Am 4. November 1758 wurde er Stabskapitän sowie am 25. April 1761 Kapitän und Eskadronchef.
Nach dem Krieg wurde er am 8. Juni 1769 Major und nahm 1778/79 am Bayerischen Erbfolgekrieg teil. Danach wurde Normann am 26. März 1781 Regimentskommandeur. Am 20. Mai 1782 wurde er Oberstleutnant und erhielt im Juni 1782 den Orden Pour le Mérite. Am 2. September 1784 wurde er zu den Herbstmanövern nach Potsdam beordert. Am 30. Mai 1786 erhielt er als Anerkennung für die gute Haltung seines Regiments 2000 Taler vom König. Dazu wurde er am 30. Mai 1788 zum Generalinspekteur der pommerschen und neumärkischen Kavallerie befördert und erhielt ab dem 26. Juni 1788 eine Zulage von 500 Talern als Inspekteur. Am 31. Januar 1789 wurde er dann zum Chef des Dragonerregiments Nr. 4 ernannt sowie am 19. Mai 1789 zum Generalmajor befördert. Kurz vor seiner Demission am 12. November 1792 erhielt er am 14. Juli 1792 den Großen Roten Adlerorden. Zu seiner Demission erhielt er eine Pension von 1000 Talern.

### Familie
Normann verstarb unverheiratet am 14. Mai 1795 in Ueckermünde, adoptierte aber den Sohn seiner Schwester Balthasar Ernst Alexander Ferdinand von Kahlden. Dieser war Leutnant im Dragonerregiment Nr. 5 und Ritter des Ordens Pour le Mérite. Am 4. Dezember 1789 hatte er die Erlaubnis erhalten, sich Kahlden von Normann zu nennen.